# HD 38495
HD 38495，又名BD-04 1235，SAO 132515、HR 1986，是一颗恒星，视星等为6.34，位于銀經209.24，銀緯-16.48，其B1900.0坐标为赤經5h 41m 5.4s，赤緯-4° -16.48′ 23″。